# غرفة فقاقيع

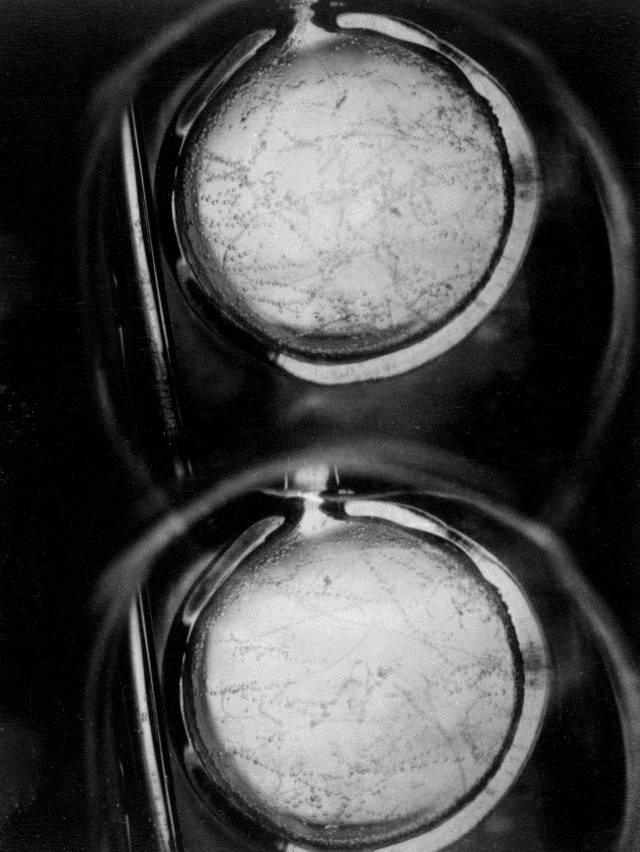
غرفة فقاقيع بالهيدروجين السائل وترى فيها مسارات بعض الجسيمات المشحونة.

غرفة فقاقيع في فيزياء الجسيمات (بالإنجليزية: Bubble Chamber) هي جهاز لاكتشاف الجسيمات الأولية حيث تظهر مسارات الجسيمات ذات الشحنة مثل الهادرونات . كما يعمل الوسط السائل الممتلئة به الغرفة كهدف لتصادم الجسيمات . وطريقة عمل غرفة الفقاقيع تشبه طريقة الغرفة السحابية.
اخترع تلك الغرفة الفيزيائي دونالد جلاسر وحاز بهذا الاختراع على جائزة نوبل للفيزياء عام 1952 .

## طريقة عملها

تركيب غرفة الفقاقيع

تملأ غرفة الفقاقيع عادة بالهيدروجين السائل، ويمكن أن يستبدل هذا ب الكريبتون أو زينون Xenon، ويمثل هذا الوسط الهدف الذي تتفاعل معه الجسيم المرغوب دراسته . وقد يُسلط فيض الجسيمات على الغرفة من معجل للجسيمات.
ولتجهيز الغرفة للقياس يخفض الضغط في الغرفة بحيث تصبح درجة حرارة الهيدروجين إعلى قليلا عن درجة غليانه . وعند دخول جسيم مشحون في الغرفة فهو يؤين ذرات الهيدروجين عل طول مساره، وتكون تلك الأيونات بمثابة أنوية لتكوُن الفقاقيع، التي يمكن رؤيتها على طول مسار الجسيم .
وبعد نحو 1ه ثوان من مرور الجسيمات المشحونة في غرفة الفقاقيع يلتقط لها عدة صور سريعة عن طريق تسليط انبضات الكاميرا الضوئية (الفلاش) وذلك من زوايا مختلفة بحيث يتكون من الصور المتعددة صورا مجسمة لتحديد مسارات الجسيمات فيها بالضبط . وبعد ذلك يُرفع الضغط ثانيا في غرفة الفقاقيع لكي تبدأ دورة جديدة للقياس . وتستغرق مثل تلك الدورة نحو 1/10 من الثانية حتى تعود غرفة الفقاقيع إلى حالتها الأصلية وتختفي المسارات استعدادا لدورة جديدة . 
ويحيط بغرفة الفقاقيع في العادة مجال مغناطيسي متساوي بحيث تنحرف تحت تأثيره الجسيمات المختلفة الشحنة في اتجاه مضاد، طبقا لقانون لورينس، فيرسم كل جسيم مسارا مقوسا، يتناسب نصف قطر انحنائه تناسبا طرديا مع سرعة و كتلة الجسيم .

## استخداماتها
بمعرفة منحنى مسار الجسيم يمكن حساب النسبة بين كتلة الجسيم و شحنته ، كما يمكن بها تحديد عمر النصف للجسيمات التي تتحلل سريعا .
وتستخدم غرفة الفقاقيع ليس فقط كعداد للجسيمات بل تعمل أيضا كهدف تصوب إليه الجسيمات للتتفاعل مع ذرات السائل الموجود في الغرفة . أي يمكن دراسة تفاعلات نووية بين جسيم معين مع مختلف مواد مختلفة تملأ بها الغرفة في حالتها السائلة . وبحسب نوع السائل الموجود في غرفة الفقاقيع والجسيم المتفاعل معه يمكن أن تنتج جسيمات جديدة مثل الميزونات و باريونات ثقيلة أو ميونات وتتحلل بدورها خلال مسارها في السائل.
وعن طريق دراسة تحلل نواتج التفاعل بين الجسيم الخارجي والسائل فيمكن استخلاص معلومات أكثر، مثل العزم المغزلي و التماثل parity للجسيم المتحلل .

## تتبع تفاعلات النيوترينو

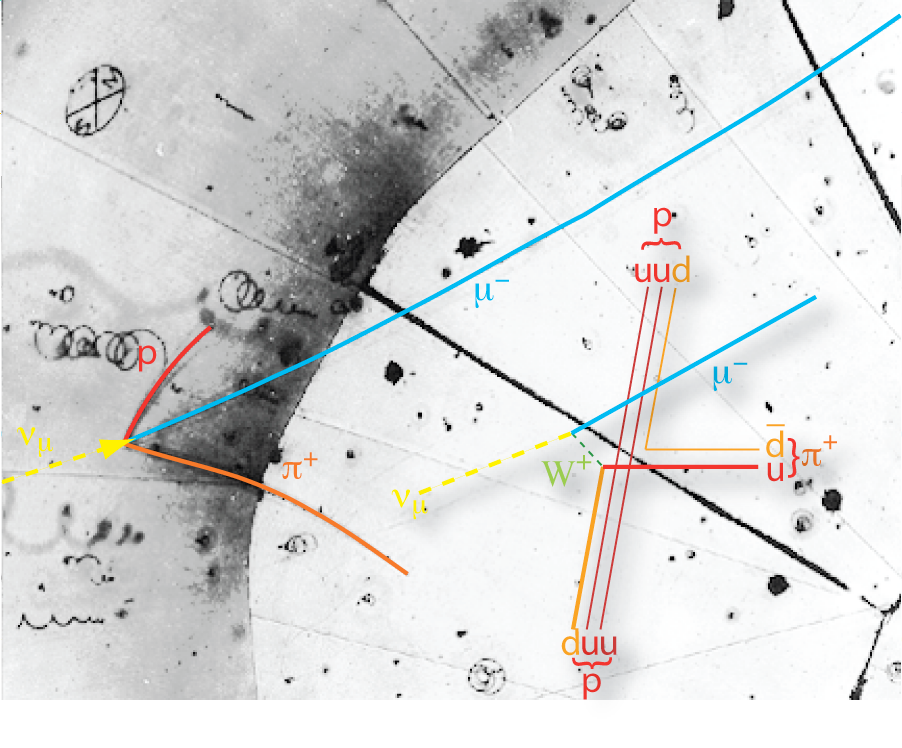
صورة من غرفة الفقاقيع تبين مسارات نواتج التفاعل :. وفيها نيوترينو-الميون آتيا من اسفل اليسار (غير مرئي) ويصتدم ببروتون p للهيدروجين السائل. ينشأ عن التفاعل بيون موجب الشحنة و ميون سالب الشحنة. التفاعل الجاري بين الميون و كوارك البروتون يتم بوساطة من أحد بوزونات W (تآثر ضعيف). وهذا ما يشرحه الشكل التحليلي على اليمين.

تبين الصورة تتبع تفاعل النيوترينو مع أحد كواركات البروتون. غرفة الفقاقيع هنا ممتلئة بالهيدروجين السائل . وتبين الصورة مسارات الجسيمات الناتجة عن تفاعل نيوترينو (غير مرئي) مع أحد بروتونات الهيدروجين . ومن الملاحظ أن غرفة الفقاقيع تبدي مسارات الجسيمات المشحونة، مثل البروتون و البيون و الميون ، ولكن الجسيمات المتعادلة كهربائيا فلا يبدو لها مسار لأنها لا تتسبب في تأين الوسط على طول مسارها.

## اقرأ أيضا
- غرفة سحابية
- عداد جسيمات
- تجربة أطلس
- تجربة سوبر كاميوكاندي
- مكشاف مصادم فيرميلاب
- عداد جايجر
- عداد شيرينكوف
- عداد وميضي
- عداد تناسبي
- عداد شبه الموصلات
- إشعاع مؤين
- صمام تضخيم ضوئي